# 전솔미
전솔미(1994년 3월 7일 ~)는 대한민국의 가수다. 태어난 곳은 강원도 춘천이며, 2018년 노래 '사랑의 접촉사고'로 데뷔했다. TV조선 "내일은 미스트롯" 현역부에 출연한 이후 현역C조로 팀원 전체 탈락을 맞이해, 본선 진출에 실패 했고, 이후 가수생활을 인터넷방송으로 시작하게 되었으며, 자신을 많은 사람들에게 알리기 위해, 큰 가방에 물통과 마이크를 들고 다니며, 비가 오나 눈이 오나 무더위 36도에도 홀로 150여개 이상의 전통시장을 돌며 상인분들에게 트로트를 불러드리고 인터뷰를 하며 인터넷방송을 해왔다. 그 이후 TV방송 G1방송국 강원도 전통시장 예능리포터 즉 MC로 발탁되어 강원도 전통시장을 다시 찾게 되었고,혼자가 아닌 방송국 관계자분들과 전통시장을 찾게 되었다. TV 리포터 활동으로 3년동안 총 37회를 비추며, 멋진 방송인이다.현재는 보컬학원 다니면서 음악을 전문적으로 배워나가본인만의 트롯음색을 찾고 있으며, 앞으로 음악적으로는 어떤 프로그램에서 대중들을 찾아 뵐지 기대가 되는 가수이다.

## 방송
- TV 조선 내일은 미스트롯 (2019) - Top94
- G1방송 장사의 신 (2020)-총 18회 MC
- G1방송 강원매거진7 (2021)-총 18회 MC
- G1방송 강원매거진7 (2022)-추석특집 MC
- TV 조선 쇼퀸 (2023)

## 음반
- 음원 발매 "사랑의 접촉사고"- 전솔미
- K-Pop 트롯돌! 3관왕 트로트요정 전솔미(Jeon Solmi ) vol.1 (Prod.권노해만) (2018)